# Ekklesiogene Neurose
Als Ekklesiogene Neurosen wurden in den 1950er Jahren von einzelnen Medizinern religiös bzw. kirchlich verursachte psychische Störungen bezeichnet. Heute wird der Ausdruck häufig metaphorisch und nicht im medizinisch engeren Sinne verwandt.
Der Begriff wurde 1955 vom Frauenarzt und Psychoanalytiker Eberhard Schaetzing in einem Beitrag für die Zeitschrift „Wege zum Menschen“ geprägt. Er behauptete, dass die „in gewissen pietistischen Kreisen“ übliche triebfeindliche Erziehung Frigidität und Impotenz zur Folge habe. Rasch verselbständigte sich der Begriff und gab ein universelles Deutungsmuster für sexuelle Störungen ab.
Der Berliner Arzt, Psychoanalytiker und Theologe Klaus Thomas erweiterte seinen Erklärungsanspruch: Ekklesiogene (wörtlich: kirchenverursachte) Einflüsse lägen auch oftmals sadistischen und masochistischen Perversionen sowie Zwangsstörungen und Gewissensängstlichkeit zugrunde, zumal bei Personen, die in ihrer Jugend aus religiösen Gründen beim Masturbieren ein schlechtes Gewissen hatten. Er bezeichnete auch das Leiden von Seelsorgern an der Enge kirchlicher Regelungen und Vorgesetzten als „ekklesiogene Neurosen“. Diese so weit gefasste Definition führte ihn zu der Behauptung, dass in 75 Prozent der von ihm besuchten Pfarrhäuser „ekklesiogene Neurosen“ herrschten.
Auch der Schweizer Psychotherapeut Theodor Bovet stellte fest, dass drei Viertel der Jugendlichen, die längere Zeit in christlichen Jugendkreisen erzogen worden sind, innerlich eheunfähig und frigide werden, was laut Thomas Interpretation einer ekklesiogenen Neurose entspricht.

## Begriffserklärungen
„Unter diesem Begriff werden alle jene seelischen Schwierigkeiten und psychoneurotischen Erkrankungen zusammengefasst, die durch Fehlformen der Frömmigkeit und Religion entstehen. Da die Kirche (ekklesia) als Gemeinschaft der Gläubigen die Frömmigkeit und die Religion entscheidend prägt und trägt, wurde diese Bezeichnung als Sammelbegriff für diese spezielle Neurose gewählt. Damit wird nicht gesagt, dass die Kirche und die Religion krank mache. Während eine ganzheitliche Beziehung zwischen dem Glaubensleben und dem Seelenleben für beide Seiten positive Auswirkungen hat, kann eine zu einengende kirchliche Bindung und fanatische Religiosität das seelische Erleben derart beeinträchtigen, dass es zu Störungen und Erkrankungen kommt. Auch eine zu prüde und sexualfeindliche Erziehung sowie ein neurotisches Gottesbild tragen häufig zu ekklesiogenen Neurosen bei.“